# Fluntern
Fluntern ist ein Quartier der Stadt Zürich. Die ehemals selbständige Gemeinde Fluntern wurde 1893 eingemeindet und bildet heute zusammen mit Hottingen, Hirslanden und Witikon den Kreis 7. Seit 2016 hat das Quartier über 8000 Einwohner. Sein Mundartname: Fluentere.

## Wappen
Blasonierung:
In Blau zwei gekreuzte silberne Lilienstäbe

## Geografie

### Lage

Vorderberg im Jahr 1947: Luftbild von Werner Friedli

Das Quartier liegt an den südwestlichen Hängen des Zürichbergs. Das Gebiet erstreckt sich von den Hochschulen (Universität Zürich und ETH Zürich) oberhalb der Innenstadt bis über den höchsten Punkt des Zürichbergs hinaus in Richtung Schwamendingen. Der Höhenunterschied zwischen tiefstem und höchstem Punkt beträgt etwa 230 Meter.

### Klima
Die Jahresmitteltemperatur für die Normalperiode 1991–2020 beträgt 9,8 °C, wobei im Januar mit 0,9 °C die kältesten und im Juli mit 19,0 °C die wärmsten Monatsmitteltemperaturen gemessen werden. Im Mittel sind hier rund 72 Frosttage und 20 Eistage zu erwarten. Sommertage gibt es im Jahresmittel rund 45, während normalerweise 8 bis 9 Hitzetage zu verzeichnen sind. Die Messstation von MeteoSchweiz liegt auf einer Höhe von 556 m ü. M.
|                        | Jan  | Feb  | Mär  | Apr  | Mai  | Jun  | Jul  | Aug  | Sep  | Okt  | Nov  | Dez  |   |       |
| Mittl. Temperatur (°C) | 0,9  | 1,8  | 5,8  | 9,6  | 13,6 | 17,1 | 19,0 | 18,6 | 14,4 | 10,0 | 4,9  | 1,7  | ⌀ | 9,8   |
| Mittl. Tagesmax. (°C)  | 3,5  | 5,2  | 10,2 | 14,8 | 18,8 | 22,4 | 24,3 | 23,9 | 19,1 | 13,8 | 7,6  | 4,0  | ⌀ | 14    |
| Mittl. Tagesmin. (°C)  | −1,4 | −1,2 | 1,9  | 5,1  | 9,0  | 12,6 | 14,4 | 14,3 | 10,7 | 7,1  | 2,5  | −0,5 | ⌀ | 6,2   |
|                        |      |      |      |      |      |      |      |      |      |      |      |      |   |       |
| Niederschlag (mm)      | 63   | 60   | 71   | 80   | 128  | 128  | 126  | 119  | 87   | 85   | 76   | 83   | Σ | 1106  |
|                        |      |      |      |      |      |      |      |      |      |      |      |      |   |       |
| Sonnenstunden (h/d)    | 1,9  | 3,2  | 4,6  | 5,9  | 6,2  | 6,9  | 7,4  | 7,0  | 5,5  | 3,5  | 2,0  | 1,5  | ⌀ | 4,6   |
|                        |      |      |      |      |      |      |      |      |      |      |      |      |   |       |
| Regentage (d)          | 10,1 | 9,0  | 10,5 | 10,8 | 12,4 | 12,1 | 12,2 | 11,8 | 9,9  | 10,1 | 10,0 | 11,5 | Σ | 130,4 |
|                        |      |      |      |      |      |      |      |      |      |      |      |      |   |       |
| Luftfeuchtigkeit (%)   | 83   | 77   | 71   | 67   | 71   | 71   | 71   | 74   | 79   | 84   | 85   | 85   | ⌀ | 76,5  |

| −1,4 |

| −1,2 |

| 1,9 |

| 5,1 |

| 9,0 |

| 12,6 |

| 14,4 |

| 14,3 |

| 10,7 |

| 7,1 |

| 2,5 |

| −0,5 |

| −1,4 |

| −1,2 |

| 1,9 |

| 5,1 |

| 9,0 |

| 12,6 |

| 14,4 |

| 14,3 |

| 10,7 |

| 7,1 |

| 2,5 |

| −0,5 |

## Geschichte

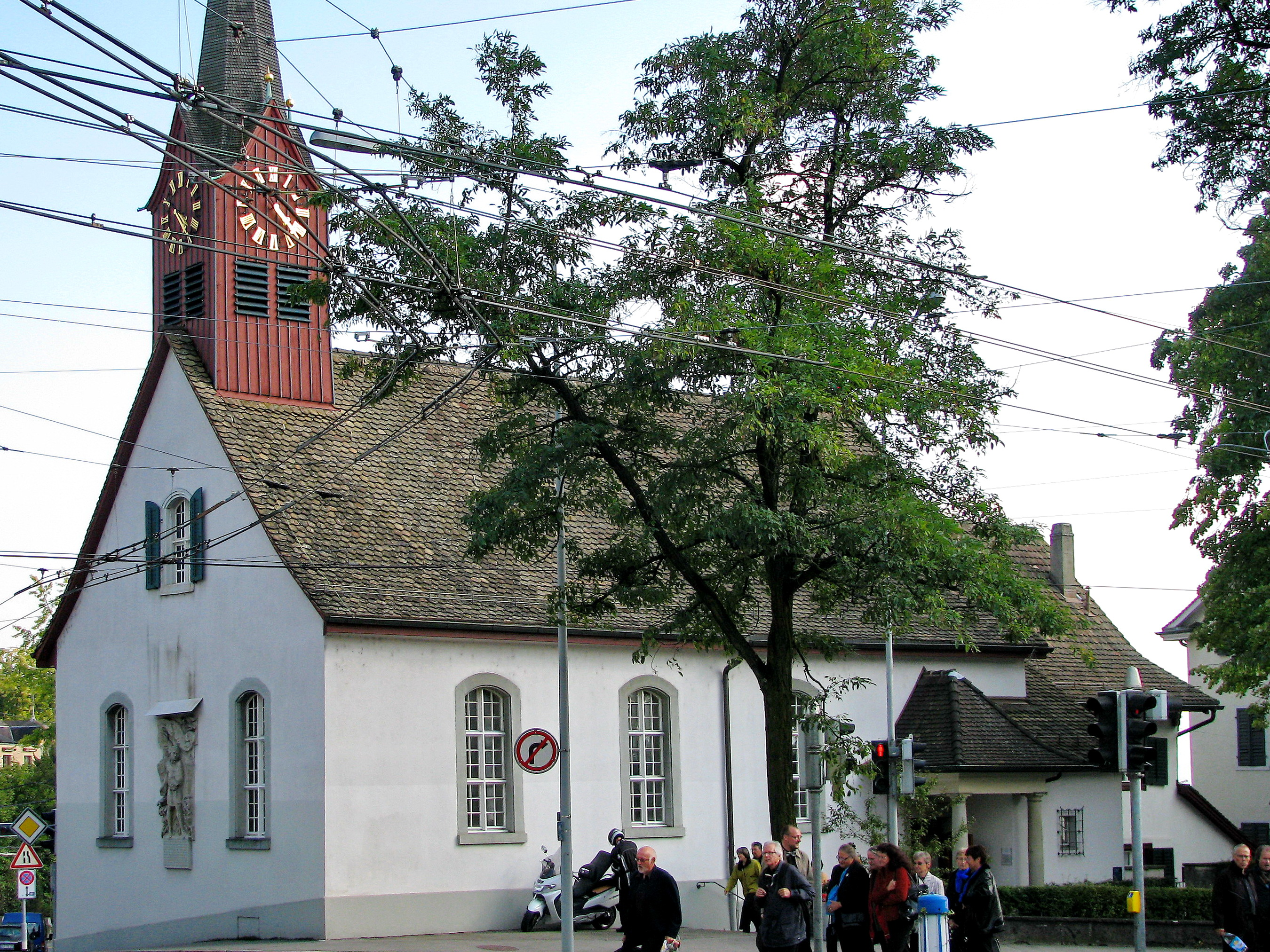
Alte Kirche Fluntern

### Frühgeschichte und Gemeinde
Früheste Funde stammen aus der Eisenzeit und von den Römern. Besiedelt war das Gebiet von den Alamannen. Schriftlich wurde Fluntern erstmals im Jahr 876 als Flobotisreine erwähnt.
Im Jahr 1127 entstand auf dem Zürichberg das Augustiner-Kloster St. Martin. Im Jahr 1525 wurde es infolge der Reformation aufgelöst. Heute erinnern noch diverse Flurbezeichnungen und das Restaurant Altes Klösterli an dessen Standort. Die 1938 erbaute katholische Kirche St. Martin an der Krähbühlstrasse führt die Tradition des Martinspatroziniums weiter.
Weinbau war über Jahrhunderte das wichtigste Gewerbe in Fluntern. Weite Teile des Gemeindegebiets bis über 600 Meter Höhe waren Weinberge, die aber immer mehr der sich ausdehnenden Stadt weichen mussten. Ein kleiner Rebberg aus Souvignier gris, der 2023 am Waldrand des Zürichbergs vom Quartierverein und der Zunft Fluntern gepflanzt wurde, erinnert an die Weinbau-Tradition des Orts.
Die alte Kirche beim Vorderberg stammt aus dem Jahr 1763. 1887 wurde auf der Allmend – als Ersatz für den kleinen Friedhof auf der Platte aus dem Jahr 1787 – der Friedhof Fluntern angelegt, wo in der Folge zahlreiche bekannte Persönlichkeiten beigesetzt wurden.

### Eingemeindung

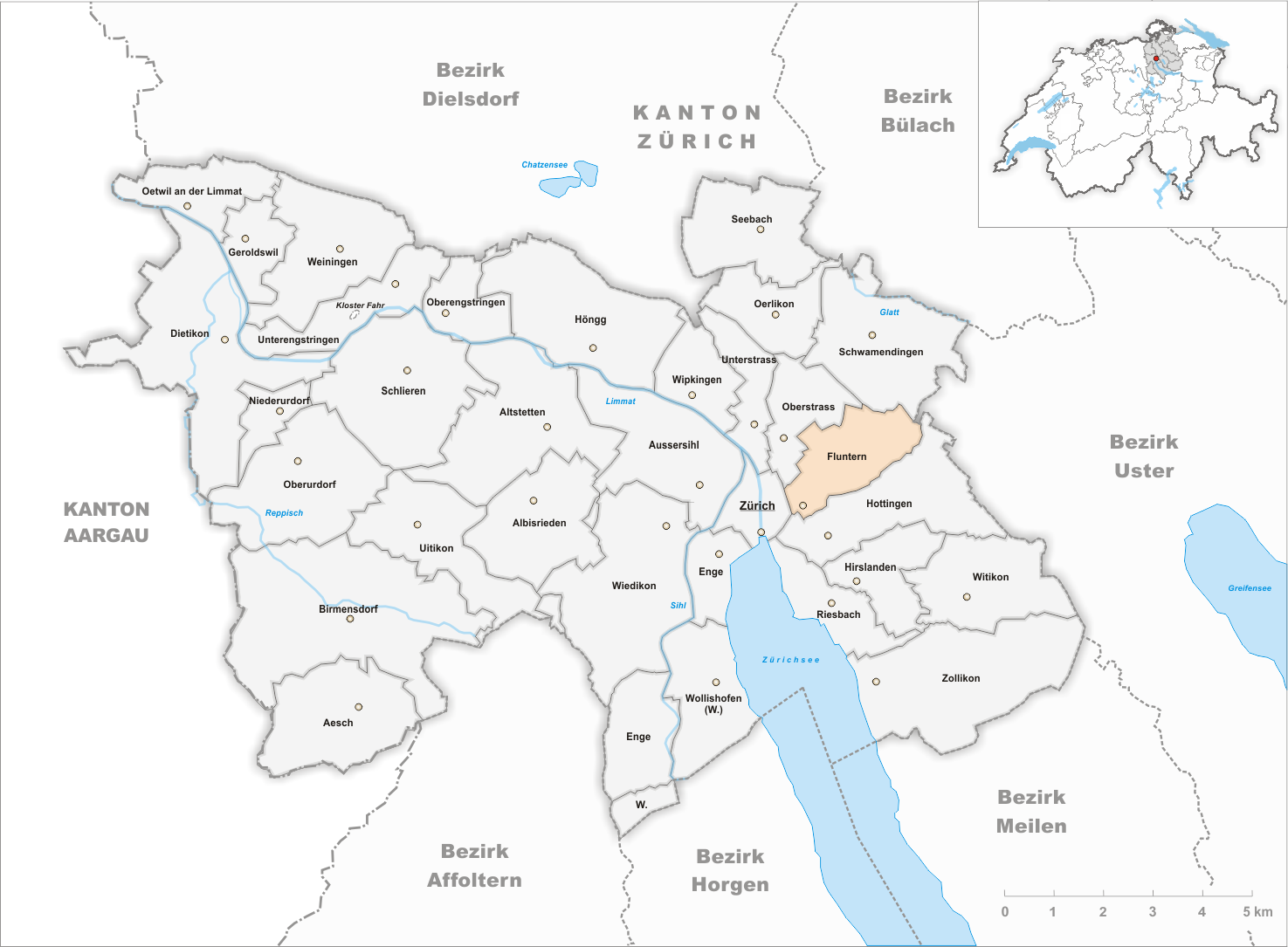
Gemeinde Fluntern innerhalb des Bezirks Zürich vor der Eingemeindung 1893

1893 kam die eigenständige Gemeinde zur Stadt Zürich. Schon zuvor hatte sich städtisches Leben in Fluntern breitgemacht, nachdem am Rand und teilweise auch auf dem Gebiet Flunterns die Gebäude der ETH, der Universität, des Universitätsspitals und anderer Spitäler entstanden waren. Das andere Ende des Quartiers, die Allmend Fluntern, entwickelte sich zu einem beliebten Ausflugsziel der Städter. Der Berg wurde auch zur Erholung genutzt: In den Jahren 1889 und 1890 entstanden das Erholungsheim Zürich-Fluntern für Minderbemittelte sowie das Hotel Zürichberg des Zürcher Frauenvereins für alkoholfreie Wirtschaften, im Jahr 1904 das Sanatorium Bircher-Benner-Klinik. Immer weiter hinauf zogen sich die Villen, die Fluntern zu einem der Nobelquartiere Zürichs machten. 1920 wurde vom Zürcher Stadtarchitekten Karl Moser die neue Kirche Fluntern erbaut.
Eine Tramlinie, anfangs der Zentralen Zürichbergbahn, führt seit 1895 zur Kirche Fluntern, seit 1924 bis zur Allmend Fluntern, heute die Haltestelle Zoo. Bis 1919 respektive 1938 fuhren die Trams noch durch die Moussonstrasse sowie Zürichberg- und Plattenstrasse; am oberen Ende der Moussonstrasse wurde mittels einer Spitzkehre die Fahrtrichtung gewechselt. Oberhalb der Kirche Fluntern stand früher ein Tramdepot.

## Bevölkerungsentwicklung des Quartiers
Quelle: Statistik & Daten: Fluntern

## Ortsgliederung

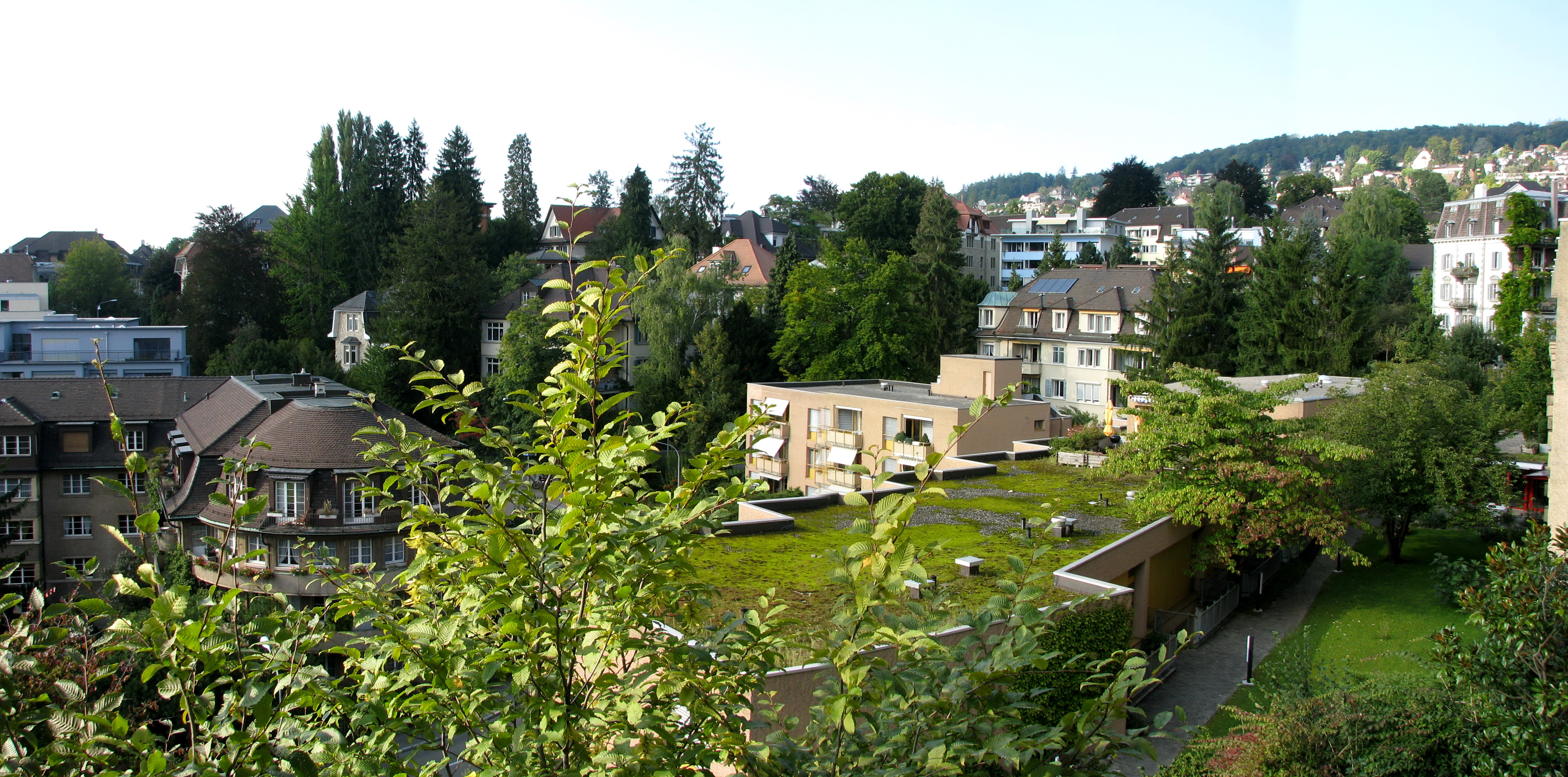
Sicht von der Grossen Kirche nach Norden auf den Zürichberg

Der flache unterste Teil des Quartiers bei den Hochschulen (ETH und Universität Zürich) heisst Platte. Oberhalb liegt auf der nächsten Geländeterrasse liegt der Vorderberg, das Zentrum Flunterns, nördlich davon der Hinterberg. Die Allmend Fluntern liegt auf dem unbewaldeten Teil des Bergrückens, gehört aber teilweise zu Hottingen. Klösterli wird das Stück der einstigen Allmend genannt, das sich auf der Nordostseite des Hügels nach Schwamendingen zieht.

### Vorderberg

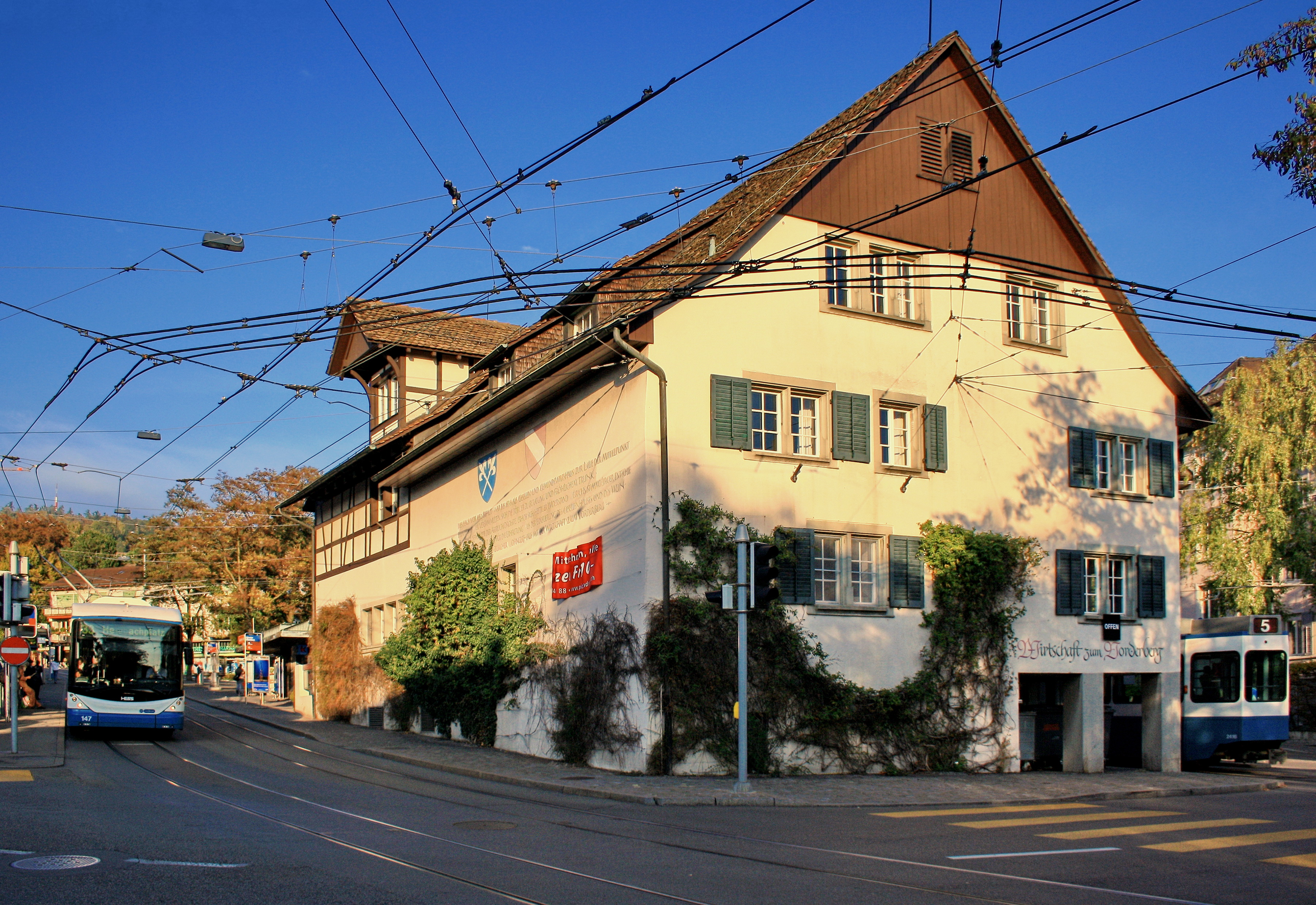
Vom Verkehr – Strasse, Bus und Tram – eingeschlossene Wirtschaft zum Vorderberg

Als Zentrum des Quartiers gilt der Vorderberg, heute ein enger Verkehrsknotenpunkt, wo sich nebst Tram und Bus die den Berg hochführenden Strassen mit der wichtigsten dem Hang entlangführenden Strassenverbindung kreuzen. Als Insel mitten im Verkehrsfluss stehen drei alte Häuser. Das Wirtshaus wurde im Jahr 1640 erstmals erwähnt und diente als Gemeindezentrum, neben dem die Gemeindeversammlung abgehalten wurde, und bis 1761 als Schulraum. Das nördlich angrenzende Nägelihaus stammt aus dem Jahr 1726. 1962 hätte die Häusergruppe einer Umgestaltung des Platzes weichen sollen; die Bewohner Flunterns wehrten sich aber gegen den Abriss, und die Stimmbürger Zürichs entschieden sich 1963 für den Erhalt.
Daneben liegt die alte Kirche Flunterns, die 1763 als Bethaus eingeweiht wurde und erst 1862 mittels eines Dachreiters ein Glockentürmchen erhielt, nachdem es im Jahr zuvor zur Pfarrkirche erhoben worden war. Rund um die Häusergruppe finden sich diverse Läden und das Schulhaus.
Seit Längerem wird eine erneute Neugestaltung des Vorderbergs gefordert, da das Quartierzentrum seit den 1960ern vom motorisierten Verkehr geprägt wird und kein Freiraum besteht.
Die Bezeichnung Vorderberg des oberhalb gelegenen Gebiets wird heute mehr und mehr vom Namen der VBZ-Haltestelle Kirche Fluntern verdrängt.

### Platte
Die einstige Bauernsiedlung auf einer Geländeterrasse oberhalb der Stadt Zürich wurde um das Jahr 1650 als uff der Blatte erstmals schriftlich erwähnt. Ab Mitte des 19. Jahrhunderts beeinflussten die in der Nähe erbauten Hochschulen den Ortsteil stark, weshalb die Platte bald auch Quartier Latin genannt wurde. Es entstanden zahlreiche Gasthäuser und Pensionen und 1879 ein Theater. Das Plattentheater zeigte vor allem Schwänke, aber auch Völkerschauen.
Vom alten Plattenquartier zeugen einige Häuser an der unteren Zürichbergstrasse. Dominiert wird die Gegend nun von Gebäuden des Universitätsspitals und der Hochschulen sowie vom 1956 erbauten Schwesternhochhaus.

### Im Klösterli
Die Wohnüberbauung Im Klösterli, heute fast gänzlich vom Zoo umschlossen, besteht aus 27 einheitlichen Doppeleinfamilienhäusern. Die 1937 von Erhard Gull (1895–1970) erstellten Häuser sollten in der Krise der 1930er Jahre das Bedürfnis nach günstigem Wohneigentum für den Mittelstand befriedigen. Die Häuser im Stil der Klassischen Moderne sind nach Süden ausgerichtet und verfügen über ein markantes Pultdach. Seit 2006 stehen sie unter Denkmalschutz.

## Kirchen

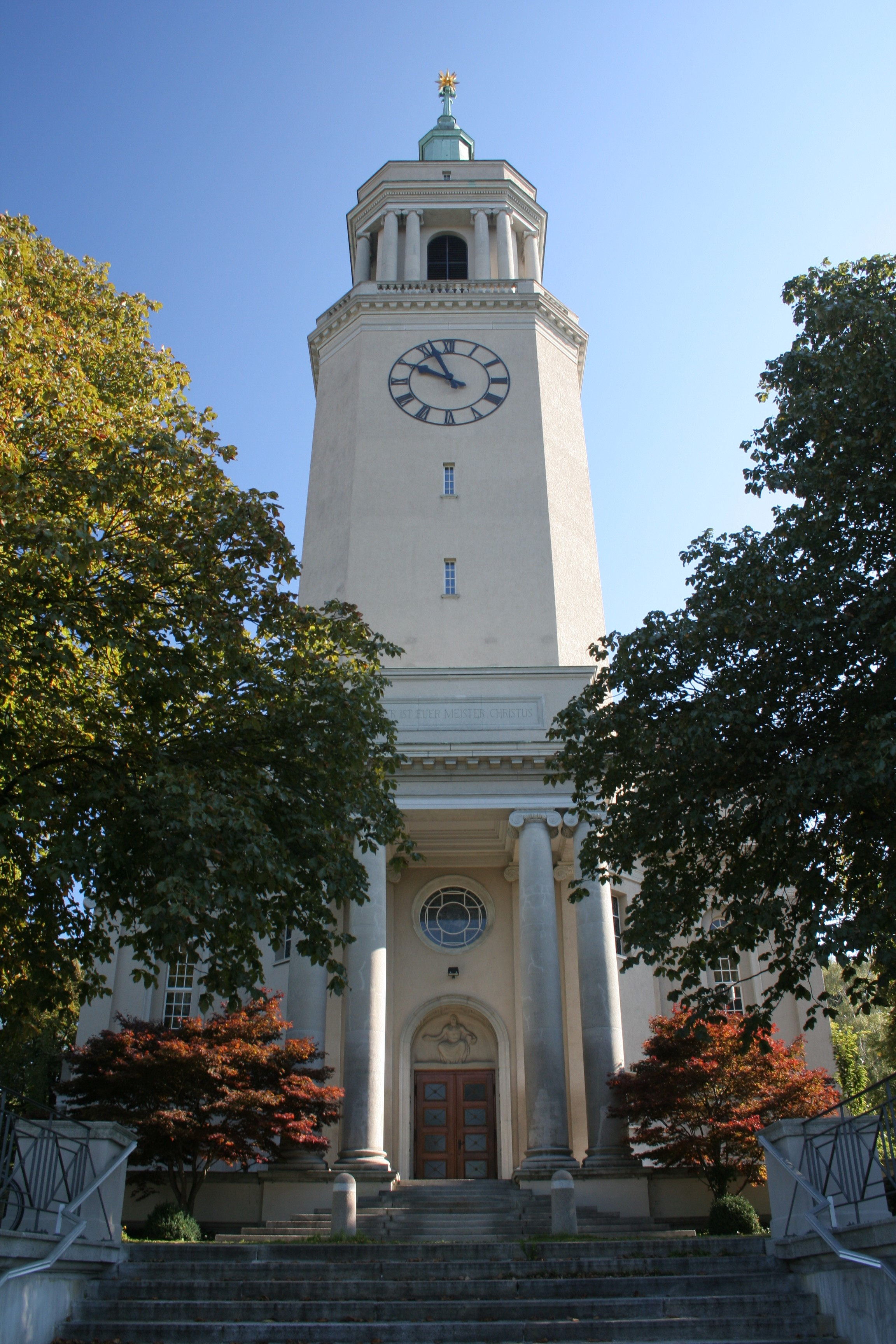
Grosse Kirche Fluntern

Auf dem Gebiet von Fluntern gab es im Mittelalter bereits zwei kirchliche Gebäude: Die Lioba-Kapelle auf dem Zürichberg, zu der man nachweislich zwischen 1225 und 1524 alljährlich pilgerte, und das Kloster St. Martin, welches 1127 als Niederlassung der regulierten Augustiner-Chorherren entstand und 1523 oder 1525 im Zuge der Reformation aufgelöst wurde.
Heute gibt es in Fluntern drei Kirchen:
Die evangelisch-reformierte Kirche besitzt zwei Kirchen:
- die Alte Kirche Fluntern (ehemals Bethaus), welche in den Jahren 1762–1763 erbaut wurde,
- und die Neue Kirche Fluntern (auch Grosse Kirche Fluntern), welche vom Architekten Karl Moser in den Jahren 1918–1920 im neuklassizistischen Stil erbaut wurde.

Die römisch-katholische Kirche ist in Fluntern mit der Kirchgemeinde St. Martin vertreten:
- Die Kirche St. Martin liegt an der Krähbühlstrasse und wurde in den Jahren 1938–1939 vom Architekten Anton Higi als Zentralbau errichtet.

## Wirtschaft
In Fluntern gibt es über 15'000 Arbeitsplätze (2020), fast doppelt so viele wie Einwohner. Mit den beiden Hochschulen, zahlreichen Krankenhäusern und Forschungseinrichtungen sind die zahlreichen Arbeitsplätze im Quartier vor allem in den Sektoren Bildung/Forschung und Gesundheit angesiedelt. Industrie gibt es im «Nobelquartier» nicht.

## Sport und Freizeit
Die Allmend Fluntern hat noch immer eine wichtige Bedeutung für die Stadtbevölkerung als Ausflugsziel und Ort für die Freizeit. Neben den Sportanlagen der Hochschulen und dem Wald ist vor allem der Zoo Zürich eine Attraktion, die pro Jahr etwas mehr als eine Million Besucher anzulocken vermag.
Gleich angrenzend, auf einem zu Hottingen gehörenden Teil der Allmend Fluntern, hat die FIFA ihren Hauptsitz, das Home of FIFA.

## Verkehr
Fluntern ist durch die Tramlinien 5 und 6 sowie die Trolleybuslinie 33 der Verkehrsbetriebe Zürich erschlossen. Die Linie 751 ab Kirche Fluntern verbindet das Quartier zudem mit Gockhausen, Dübendorf und dem Bahnhof Stettbach. Die Nachtbuslinie N6 verkehrt jeweils in den Nächten Freitag/Samstag und Samstag/Sonntag zwischen Bahnhofplatz/HB und Bahnhof Stettbach und umgekehrt.
Viele Bewohner des Quartiers fühlen sich durch den privaten Autoverkehr gestört: Werktags benutzen viele Pendler die Strasse über den Adlisberg als Ausweichsroute, und an den Wochenenden reisen viele Zoobesucher mit dem Auto an. Auch die Südanflüge auf den Flughafen Zürich belasten die Bewohner in Teilen des Quartiers. Eine Seilbahn vom Bahnhof Stettbach zum Zoo, die eine attraktive Alternative zum Auto und zur langen Tramfahrt vom Stadtzentrum werden soll, ist zurzeit in der Projektierungsphase.

## Persönlichkeiten
- Nora Barnacle (1884–1951), Lebensgefährtin und spätere Ehefrau des Schriftstellers James Joyce, gilt als Vorbild der Molly Bloom im Ulysses, begraben auf dem Friedhof Fluntern
- Max Bircher-Benner (1867–1939), Arzt, Ernährungswissenschaftler und Erfinder des Birchermüeslis
- Elias Canetti (1905–1994), Schriftsteller, begraben auf dem Friedhof Fluntern
- Regula Engel-Egli (1761–1853), Frau eines schweizerischen Söldneroffiziers im Dienste Napoleons
- Urban Federer (* 1968), Abt von Einsiedeln, in Fluntern geboren
- Johann Heinrich Fierz (1813–1877), Textilindustrieller, Nationalrat, Gesandter des Schweizerischen Bundesrates an der Eröffnung des Suezkanals und ab 1872 Präsident des von ihm gegründeten Aktienbauvereins
- Konrad Furrer (1838–1908), evangelischer Geistlicher, Palästinaforscher und Hochschullehrer an der Universität Zürich
- Therese Giehse (1898–1975), deutsche Schauspielerin, begraben auf dem Friedhof Fluntern
- Fiona Hefti (* 1980), Miss Schweiz 2004
- James Joyce (1882–1941), Schriftsteller, begraben auf dem Friedhof Fluntern
- Mary Lavater-Sloman (1891–1980), Schriftstellerin, begraben auf dem Friedhof Fluntern
- Eduard Osenbrüggen (1809–1879), deutsch-schweizerischer Kriminalist und Rechtswissenschaftler, 1869 in Fluntern eingebürgert, 1875 Ehrenbürgerrecht der Stadt Zürich
- Friedrich Ris (1867–1931), Direktor der Klinik Rheinau, bedeutender Libellenforscher
- Carl Schroeter (1855–1939), Pionier des Natur- und Landschaftsschutzes sowie einer der Begründer der Geobotanik
- James Schwarzenbach (1911–1994), Publizist und Politiker, lange wohnhaft in Fluntern
- Friedrich Staub (1826–1896), Dialektologe und Begründer des Schweizerischen Idiotikons
- William Dupré Treadwell (1885–1959), Chemiker, wurde in Fluntern geboren
- Gustav Adolf Wislicenus (1803–1875), deutscher evangelischer Theologe und Autor von Die Bibel, für denkende Leser betrachtet
- Heinrich Zoelly (1862–1937), mexikanisch-schweizerischer Ingenieur, bekannt vor allem durch die Weiterentwicklung der Dampfturbine (Zoelly-Turbine) und der turbinengetriebenen Dampflokomotive